# Брезани
Брезани (слч. Brezany) насељено је мјесто са административним статусом сеоске општине (слч. obec) у округу Жилина, у Жилинском крају, Словачка Република.

## Становништво
| Година:    | 1994. | 2004.   | 2014.    | 2024.    |
| ---------- | ----- | ------- | -------- | -------- |
| Број људи: | 487   | 459     | 597      | 692      |
| Разлика:   |       | -5,74 % | +30,06 % | +15,91 % |

| Година:    | 2023. | 2024.   |
| ---------- | ----- | ------- |
| Број људи: | 705   | 692     |
| Разлика:   |       | -1,84 % |

Према подацима о броју становника из 2024. године насеље је имало 692 становника.